# Prêmio Gutierrez
O Prêmio Professor Carlos Teobaldo Gutierrez Vidalon, mais conhecido como Prêmio Gutierrez,  é atribuído anualmente à melhor Tese de Doutorado em Matemática em cursos reconhecidos pelo MEC, considerando os quesitos originalidade e qualidade. Os trabalhos participantes deverão ter sido defendidos no Brasil no ano letivo anterior ao ano da premiação.
A cerimônia oficial de premiação é realizada no Instituto de Ciências Matemática e de Computação da Universidade de São Paulo (ICMC-USP), na cidade de São Carlos.
A seleção é feita por uma banca indicada pela comissão coordenadora do prêmio Gutierrez formada pelo Coordenador do Programa de Pós-Graduação em Matemática do ICMC, um orientador do programa e um membro indicado pela Sociedade Brasileira de Matemática (SBM).

## História
Carlos Teobaldo Gutierrez Vidalon (Ayacucho,1944 - São Carlos,2008) foi um matemático com várias  contribuições na área de sistemas dinâmicos que  trabalhou no  IMPA até 1999 e então mudou-se para ICMC-USP,  onde se tornou professor titular e  fundou um grupo de pesquisa em Sistemas Dinâmicos. Com seu falecimento o ICMC-USP sugeriu a criação do Prêmio Gutierrez para homenagea-lo. O ICMC-USP, em parceria com a  Sociedade Brasileira de Matemática, criou o prêmio em 2009.

## Recipientes do Prêmio
| Ano  | Premiado                        |
| ---- | ------------------------------- |
| 2009 | Luiz Gustavo Farah Dias         |
| 2010 | Luiz Roberto Hartmann Junior    |
| 2011 | Fábio Júlio Valentim            |
| 2012 | Yuri Gomes Lima                 |
| 2013 | Pablo Guarino                   |
| 2014 | Leonardo Tadeu Silvares Martins |
| 2015 | Lucas Ambrozio                  |
| 2016 | Rafael Montezuma Cabral         |
| 2017 | Felipe Ferreira Gonçalves       |
| 2018 | Plinio Murillo                  |
| 2019 | Pedro Henrique Gaspar           |
| 2020 | Andrés Chirre                   |
| 2021 | Leonardo Francisco Cavenaghi    |
| 2022 | Eduardo Rosinato Longa          |
| 2023 | Emily Quesada-Herrera           |
| 2024 | Reinaldo Resende de Oliveira    |